# Gu Beibei
Gu Beibei (chinesisch 顧貝貝 / 顾贝贝, Pinyin Gù Bèibèi; * 25. November 1980 in Peking) ist eine ehemalige chinesische Synchronschwimmerin.

## Erfolge
Gu Beibei gab ihr internationales Debüt bei den Weltmeisterschaften 2001 in Fukuoka, wo sie mit der Mannschaft den 13. Platz belegte. 2002 gewann sie ihre erste internationale Medaille mit dem Gewinn der Silbermedaille im Duett bei den Asienspielen in Busan. Mit Zhang Xiaohuan erzielte sie 94,917 Punkte und schloss den Wettkampf damit hinter Miya Tachibana und Miho Takeda aus Japan mit 98,417 Punkten und vor den Südkoreanerinnen Jang Yoon-kyeong und Kim Min-jeong mit 94,500 Punkten auf dem zweiten Platz ab. Vier Jahre darauf sicherte sich Gu bei den Asienspielen 2006 in Doha mit Zhang Xiaohuan, Jiang Tingting, Jiang Wenwen, Liu Ou, Sun Qiuting, Wang Na, Wu Yiwen und Zhu Zheng vor den Mannschaften Japans und Nordkoreas die Goldmedaille in der Mannschaftskonkurrenz. Gleich zweimal verpasste sie bei den Weltmeisterschaften 2007 in Melbourne als Vierte einen Medaillengewinn. Sowohl im technischen als auch im freien Programm belegte sie mit der chinesischen Mannschaft den vierten Platz.
Bei den Olympischen Spielen 2004 in Athen ging Gu in zwei Wettbewerben an den Start. Zusammen mit Zhang Xiaohuan zog sie im Duett als Achte der Qualifikation ins Finale ein, das Gu und Zhang mit 93,668 Punkten auf dem siebten Platz beendeten. In der Mannschaftskonkurrenz gelang Gu mit Chen Yu, Zhang Xiaohuan, He Xiaochu, Hou Yingli, Hu Ni, Li Zhen und Wang Na mit 95,000 Punkten ein sechster Platz. Ihre dritte Olympiateilnahme folgte für Gu 2008 in Peking. Diesmal trat sie jedoch wie schon 2000 lediglich im Mannschaftswettbewerb an. Sowohl im technischen als auch im freien Programm erzielten die Chinesinnen das drittbeste Resultat hinter den späteren Olympiasiegerinnen aus Russland und der spanischen Équipe, womit Gu gemeinsam mit Zhang Xiaohuan, Jiang Tingting, Jiang Wenwen, Luo Xi, Sun Qiuting, Wang Na, und Huang Xuechen die Bronzemedaille gewann.
Nach der World Trophy 2008 in Spanien, bei der Gu mit der Mannschaft zwei Silbermedaillen gewann, beendete sie ihre Karriere.